# U-516
| U-516                                                                                                | U-516 | U-516 |
| --- | --- | --- |
| U 516                                                                                                | | |
| | | |
| Німецький ПЧ U-516 капітулює британському есмінцю «Кавендіш». 10 травня 1945                         | | |
| Верф                                                                                                 | Deutsche Werft, Гамбург | Deutsche Werft, Гамбург |
| Під прапором                                                                                         | Третій Рейх | Третій Рейх |
| Належність                                                                                           | Крігсмаріне | Крігсмаріне |
| Порт приписки                                                                                        | Штеттін Лор'ян Брест Крістіансанн | Штеттін Лор'ян Брест Крістіансанн |
| Замовлення                                                                                           | 14 лютого 1940 | 14 лютого 1940 |
| Закладений                                                                                           | 12 травня 1941 | 12 травня 1941 |
| Спуск на воду                                                                                        | 16 грудня 1941 | 16 грудня 1941 |
| Введений до складу флоту                                                                             | 21 лютого 1942 | 21 лютого 1942 |
| На службі                                                                                            | 1942—1945 | 1942—1945 |
| Сучасний статус                                                                                      | 14 травня 1945 року капітулював біля озера Лох-Еріболл у Шотландії; переведений до Лісагаллі. 2 січня 1946 року затоплений                                              | 14 травня 1945 року капітулював біля озера Лох-Еріболл у Шотландії; переведений до Лісагаллі. 2 січня 1946 року затоплений                                              |
| Бойовий досвід                                                                                       | Друга світова війна Битва за Атлантику | Друга світова війна Битва за Атлантику |
| Проєкт                                                                                               | | |
| Тип ПЧ                                                                                               | великий океанський торпедний ДПЧ | великий океанський торпедний ДПЧ |
| Основні характеристики                                                                               | | |
| Швидкість (надводна)                                                                                 | 18,2 вузла (33,7 км/год) | 18,2 вузла (33,7 км/год) |
| Швидкість (підводна)                                                                                 | 7,3 (13,5 км/год) | 7,3 (13,5 км/год) |
| Робоча глибина занурення                                                                             | 100 м | 100 м |
| Гранична глибина занурення                                                                           | 230 м | 230 м |
| Дальність плавання                                                                                   | 64 милі (119 км) на швидкості 4 вузли (7,4 км/год) (у підводному положенні) 13 450 морських миль (24 910 км на швидкості 10 вузлів (19 км/год) (у надводному положенні) | 64 милі (119 км) на швидкості 4 вузли (7,4 км/год) (у підводному положенні) 13 450 морських миль (24 910 км на швидкості 10 вузлів (19 км/год) (у надводному положенні) |
| Екіпаж                                                                                               | 48 офіцерів та матросів | 48 офіцерів та матросів |
| Розміри                                                                                              | | |
| Довжина найбільша (по КВЛ)                                                                           | 76,76 м | 76,76 м |
| Ширина корпусу найб.                                                                                 | 6,76 м | 6,76 м |
| Висота                                                                                               | 9,6 м | 9,6 м |
| Середня осадка (по КВЛ)                                                                              | 4,7 м | 4,7 м |
| Водотоннажність надводна                                                                             | 1120 т | 1120 т |
| Водотоннажність підводна                                                                             | 1232 т | 1232 т |
| Силова установка                                                                                     | | |
| Дизель-електрична: 2 дизельні двигуни MAN M 9 V 40/46 2 електродвигуни Siemens-Schuckert 2 GU 345/34 | | |
| Гвинти                                                                                               | 2 | 2 |
| Потужність                                                                                           | 2 × 2 200 к.с. (дизелі) 2 × 740 к.с. (електродвигуни) | 2 × 2 200 к.с. (дизелі) 2 × 740 к.с. (електродвигуни) |
| Озброєння                                                                                            | | |
| Артилерія                                                                                            | 1 × 105-мм палубна гармата SK C/32 | 1 × 105-мм палубна гармата SK C/32 |
| Торпедно- мінне озброєння                                                                            | 4 носових і 2 кормових ТА; 24 торпеди або 48 мін TMA чи TMB | 4 носових і 2 кормових ТА; 24 торпеди або 48 мін TMA чи TMB |
| ППО                                                                                                  | 1 × 37-мм зенітна гармата SKC/30 2 (1 × 2) × 20-мм зенітні гармати FlaK 30                                                                                              | 1 × 37-мм зенітна гармата SKC/30 2 (1 × 2) × 20-мм зенітні гармати FlaK 30                                                                                              |

U-516 — німецький великий океанський підводний човен типу IXC, що входив до складу Військово-морських сил Третього Рейху за часів Другої світової війни. Закладений 12 травня 1941 року на верфі Deutsche Werft у Гамбурзі під будівельним номером 312. Спущений на воду 16 грудня 1941 року, а 21 лютого 1942 року корабель увійшов до складу ВМС нацистської Німеччини.

## Історія служби
U-516 належав до серії німецьких підводних човнів типу IXC, великих океанських човнів, призначених діяти на морських комунікаціях противника на далеких відстанях у відкритому океані. Човнів цього типу було випущено 54 одиниці і вони дуже успішно та результативно проявили себе в ході бойових дій в Атлантиці. 21 лютого 1942 року U-516 розпочав службу у складі 4-ї навчальної флотилії, з 1 вересня 1942 року переведений до бойового складу 10-ї флотилії ПЧ Крігсмаріне. 1 жовтня 1944 року перейшов до бойового складу 33-ї флотилії ПЧ.
З серпня 1942 року і до травня 1945 року U-516 здійснив 6 бойових походів в Атлантичний та Індійський океани, в яких провів 611 днів. Човен потопив 16 суден (89 385 GRT) та 1 судно пошкодив (9 687 GRT).
14 травня 1945 року під час перебування в шостому бойовому поході U-516 здався поблизу шотландського озера Лох-Еріболл кораблям британського флоту. Човен був переведений до Лісагаллі. 2 січня 1946 року затоплений.

## Командири
- Корветтен-капітан Гергард Вібе (10 березня 1942 — 23 червня 1943)
- Корветтен-капітан Ганс Паукштадт (11-27 травня 1942)
- Капітан-лейтенант Герберт Куппіш (24-30 червня 1943)
- Капітан-лейтенант Ганс-Рутгер Тіллессен (1 липня 1943 — грудень 1944)
- Оберлейтенант-цур-зее Фрідріх Петран (грудень 1944 — 14 травня 1945)

## Перелік уражених U-516 суден у бойових походах
| №                                                              | Дата              | Командир ПЧ                  | Назва             | Тип                           | Належність      | Водотоннажність (брт) | Вантаж | Конвой       | Результат та координати                                                | Наслідки атаки для екіпажу      | Прим.                 |
| -------------------------------------------------------------- | ----------------- | ---------------------------- | ----------------- | ----------------------------- | --------------- | --------------------- | --- | ------------ | ---------------------------------------------------------------------- | ------------------------------- | --------------------- |
| Перший похід (15.08—14.11.1942, 92 доби; Крістіансанн—Лор'ян)  |                   |                              |                   |                               |                 |                       | |              |                                                                        |                                 |                       |
| 1                                                              | 27 серпня 1942    | KrvKpt. Гергард Вібе         | Port Jackson      | суховантажне судно            | Велика Британія | 9 687                 | заморожені та генеральні вантажі                                                                             |              | пошкоджено 51°44′ пн. ш. 22°18′ зх. д. / 51.733° пн. ш. 22.300° зх. д. | ? (0 загинуло та ? вціліло)     |                       |
| 2                                                              | 31 серпня 1942    | KrvKpt. Гергард Вібе         | Jack Carnes       | танкер                        | США             | 10 907                | 62 000 барелів водяного баласту                                                                              |              | потоплений 41°35′ пн. ш. 29°01′ зх. д. / 41.583° пн. ш. 29.017° зх. д. | 57 (29 загиблих та 28 вцілілих) |                       |
| 3                                                              | 19 вересня 1942   | KrvKpt. Гергард Вібе         | Wichita           | суховантажне судно            | США             | 6 174                 | Генеральний вантаж                                                                                           |              | потоплено 11°51′ пн. ш. 59°21′ зх. д. / 11.850° пн. ш. 59.350° зх. д.  | 50 (усі загинули)               |                       |
| 4                                                              | 28 вересня 1942   | KrvKpt. Гергард Вібе         | Antonico          | суховантажне судно            | Бразилія        | 1 223                 | |              | потоплено 05°30′ пн. ш. 53°30′ зх. д. / 5.500° пн. ш. 53.500° зх. д.   | 40 (16 загинули та 24 вижили)   |                       |
| 5                                                              | 30 вересня 1942   | KrvKpt. Гергард Вібе         | Alipore           | суховантажне судно            | Велика Британія | 5 273                 | 1500 тонн хромової руди і 400 тонн оливкової олії                                                            |              | потоплено 07°09′ пн. ш. 54°23′ зх. д. / 7.150° пн. ш. 54.383° зх. д.   | 83 (10 загинули та 73 вижили)   |                       |
| 6                                                              | 24 жовтня 1942    | KrvKpt. Гергард Вібе         | Holmpark          | суховантажне судно            | Велика Британія | 5 780                 | баласт |              | потоплено 13°11′ пн. ш. 47°00′ зх. д. / 13.183° пн. ш. 47.000° зх. д.  | 50 (2 загинули та 48 вижили)    |                       |
| Другий похід (23.12.1942—04.05.1943, 133 доби; Лор'ян—Лор'ян)  |                   | KrvKpt. Гергард Вібе         |                   |                               |                 |                       | |              |                                                                        |                                 |                       |
| 7                                                              | 11 лютого 1943    | KrvKpt. Гергард Вібе         | Helmspey          | суховантажне судно            | Велика Британія | 4 764                 | 2772 тонни чаю, 2000 тонн марганцевої руди, 1457 тонн каучуку і 464 тонни генеральних вантажів               |              | потоплено 34°22′ пд. ш. 24°54′ сх. д. / 34.367° пд. ш. 24.900° сх. д.  | 46 (5 загинули та 41 вцілілий)  |                       |
| 8                                                              | 17 лютого 1943    | KrvKpt. Гергард Вібе         | Deer Lodge        | суховантажне судно            | США             | 6 187                 | 6250 тонн генеральних вантажів, у тому числі нафта і сталь, та палубний вантаж: 3 вантажівки і 4 локомотивів |              | потоплено 33°46′ пд. ш. 26°57′ сх. д. / 33.767° пд. ш. 26.950° сх. д.  | 57 (2 загинули та 55 вціліли)   |                       |
| 9                                                              | 27 лютого 1943    | KrvKpt. Гергард Вібе         | Colombia          | плавуча база підводних човнів | Нідерланди      | 10 782                | |              | потоплена 33°36′ пд. ш. 27°29′ сх. д. / 33.600° пд. ш. 27.483° сх. д.  | 326 (8 загинули та 318 вціліли) |                       |
| 10                                                             | 20 березня 1943   | KrvKpt. Гергард Вібе         | Nortun            | суховантажне судно            | Панама          | 3 663                 | 5002 т хромової руди, 637 т азбесту, 124 т свинцевого і мідного концентратів                                 | Конвой CN 13 | потоплено 27°35′ пд. ш. 14°22′ сх. д. / 27.583° пд. ш. 14.367° сх. д.  | 47 (10 загинули та 37 вижили)   |                       |
| Четвертий похід (04.10.1943—26.02.1944, 146 діб; Брест—Лор'ян) |                   |                              |                   |                               |                 |                       | |              |                                                                        |                                 |                       |
| 11                                                             | 13 листопада 1943 | Kptlt. Ганс-Рутгер Тіллессен | Pompoon           | суховантажне судно            | Панама          | 1 082                 | Генеральний вантаж і палубний вантаж із сталевих труб 10 дюймів і сталевих арматурних стрижнів               |              | потоплено 11°00′ пн. ш. 75°00′ зх. д. / 11.000° пн. ш. 75.000° зх. д.  | 27 (23 загинули та 4 вижили)    |                       |
| 12                                                             | 18 листопада 1943 | Kptlt. Ганс-Рутгер Тіллессен | Ruby              | вітрильне судно               | Колумбія        | 39                    | 21600 кокосових горіхів, 300 мішків копри, 28 мисливських рушниць і 15 ящиків з порожніми пляшками           |              | потоплено 11°24′ пн. ш. 79°54′ зх. д. / 11.400° пн. ш. 79.900° зх. д.  | 11 (4 загинули та 7 вижили)     |                       |
| 13                                                             | 23 листопада 1943 | Kptlt. Ганс-Рутгер Тіллессен | Elizabeth Kellogg | танкер                        | США             | 5 189                 | 45 940 барелів бункерної нафти C                                                                             |              | потоплений 11°10′ пн. ш. 80°42′ зх. д. / 11.167° пн. ш. 80.700° зх. д. | 48 (10 загинули та 38 вижили)   |                       |
| 14                                                             | 24 листопада 1943 | Kptlt. Ганс-Рутгер Тіллессен | Melville E. Stone | суховантажне судно            | США             | 7 176                 | 45 940 барелів бункерної нафти C                                                                             |              | потоплено 10°36′ пн. ш. 80°19′ зх. д. / 10.600° пн. ш. 80.317° зх. д.  | 88 (15 загинули та 73 вижили)   | судно класу «Ліберті» |
| 15                                                             | 8 грудня 1943     | Kptlt. Ганс-Рутгер Тіллессен | Colombia          | суховантажне судно            | Панама          | 1 064                 | 14 800 мішків кави та 330 пучків кори хінного дерева                                                         |              | потоплено 09°50′ пн. ш. 78°55′ зх. д. / 9.833° пн. ш. 78.917° зх. д.   | 27 (4 загинули та 23 вижили)    |                       |
| 16                                                             | 16 грудня 1943    | Kptlt. Ганс-Рутгер Тіллессен | McDowell          | танкер                        | США             | 10 195                | баласт |              | потоплений 13°08′ пн. ш. 70°02′ зх. д. / 13.133° пн. ш. 70.033° зх. д. | 73 (3 загинули та 70 вижили)    |                       |
| П'ятий похід (07.05—04.10.1944, 151 доба; Лор'ян—Фленсбург)    |                   | Kptlt. Ганс-Рутгер Тіллессен |                   |                               |                 |                       | |              |                                                                        |                                 |                       |
| 17                                                             | 7 липня 1944      | Kptlt. Ганс-Рутгер Тіллессен | Esso Harrisburg   | танкер                        | США             | 9 887                 | 110 000 барелів сирої нафти                                                                                  |              | потоплений 13°26′ пн. ш. 72°11′ зх. д. / 13.433° пн. ш. 72.183° зх. д. | 72 (8 загинули та 64 вижили)    |                       |